# Municipio de Granada
El municipio de Granada (en inglés: Granada Township) es un municipio ubicado en el condado de Nemaha en el estado estadounidense de Kansas. En el año 2010 tenía una población de 105 habitantes y una densidad poblacional de 1,12 personas por km².

## Geografía
El municipio de Granada se encuentra ubicado en las coordenadas 39°42′13″N 95°50′19″O / 39.70361, -95.83861. Según la Oficina del Censo de los Estados Unidos, el municipio tiene una superficie total de 93.41 km², de la cual 93.08 km² corresponden a tierra firme y (0.35%) 0.32 km² es agua.

## Demografía
Según el censo de 2010, 105 personas residen en el municipio de Granada. La densidad de población era de 1,12 hab./km². De los 105 habitantesel 97.14% son blancos y el 2.86% eran amerindios.